# The Red Sneakers
The Red Sneakers (conocida en Hispanoamérica como Las zapatillas rojas) es un telefilme estadounidense de 2002 producido y dirigido por Gregory Hines. Fue protagonizada por Vanessa Bell Calloway, Dempsey Pappion, Vincent D'Onofrio y Ruben Santiago-Hudson. El 10 de febrero de 2002 fue estrenada en la cadena Showtime.

## Sinopsis
La película relata la historia de Reggie Reynolds, un joven de secundaria cuyas habilidades para el baloncesto son muy escasas. Obsesionado con jugar en el equipo titular de su escuela, termina frustrado por el constante rechazo de sus entrenadores y el deseo de su madre para que se convierta en un genio de las matemáticas. Un día conoce a un extraño vagabundo que le regala unas zapatillas rojas, asegurándole que con ellas se convertirá en una leyenda del baloncesto.

## Reparto
- Vanessa Bell Calloway es Berniece.
- Dempsey Pappion es Reggie.
- Ruben Santiago-Hudson es Joe.
- Scott Thompson es Aldo.
- Philip Akin es el señor Seabrooke.
- K. C. Collins es Roscoe.
- Kendra FitzRandolph es Courtney.
- Cabral Richards es Khalil.
- Vincent D'Onofrio es Mercado.
- Gregory Hines es Zeke.
- Sarah Barrable-Tishauer es Larosa.
- Jordan Walker es Noah Greggory.
- Drew Nelson es Jacob.
- Neil Crone es el entrenador Blake.
- Reuben Thompson es Alvin Duke.